# Llengua russa a Ucraïna
La llengua russa a Ucraïna (en rus: Русский язык на Украине) és la llengua segona de comunicació a les regions del sud i de l'est, a les regions centrals i occidentals d'Ucraïna, i la segona llengua més difosa entre la població no russoparlant al país.

## Cens del 2001

### Distribució

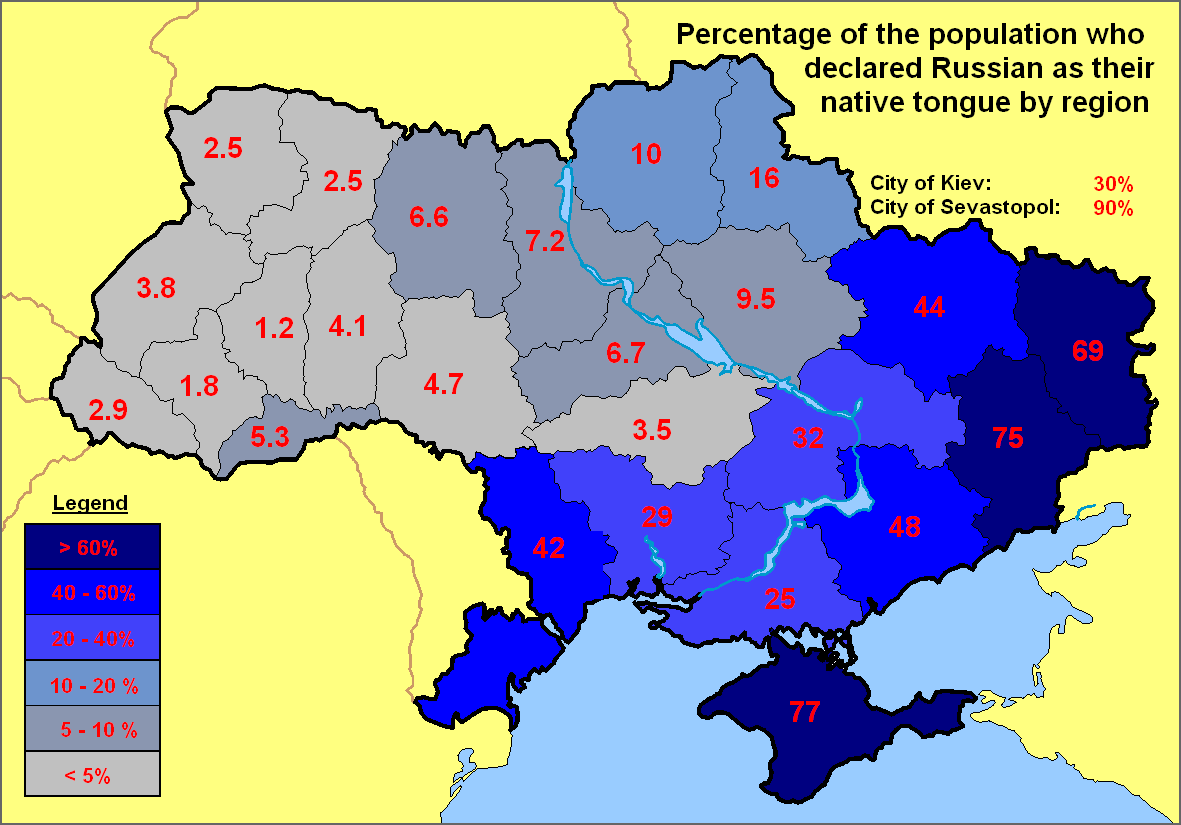
Part dels habitants que responen que el rus és llur llengua materna al cens del 2001 (per província)

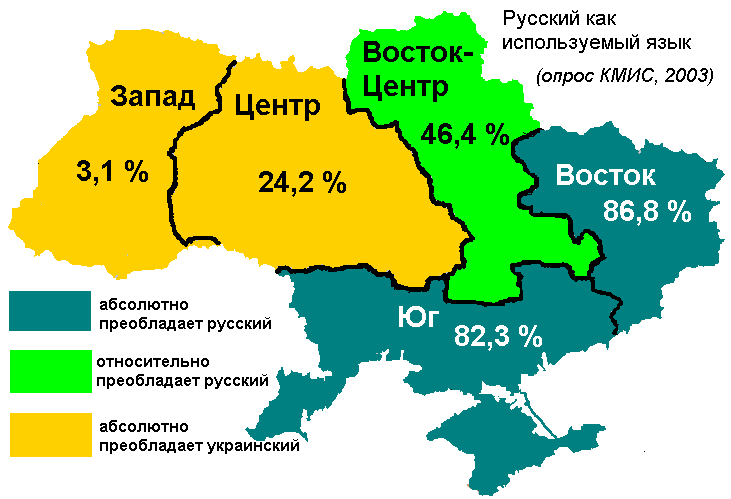
Ús del rus, enquesta de l'Institut Internacional de Sociologia de Kíev (2003), informació en macroregions.
En blau: parlen únicament rus;
en groc: parlen únicament ucraïnès;
en verd: indiferent.

D'acord amb la informació oficial del cens del 2001, 14,273 milions de ciutadans ucraïnesos tenen el rus com a llengua materna, i representen el 29,6% de la població del país. D'aquesta quantitat de parlants, ètnicament russos només en són el 56%, mentre que la resta queda representada per altres nacionalitats:
- 5.545.000 ucraïnesos
- 172.000 belarussos
- 86.000 jueus
- 81.000 grecs
- 62.000 búlgars
- 46.000 moldaus
- 43.000 tàtars
- 43.000 armenis
- 22.000 polonesos
- 21.000 alemanys
- 15.000 tàrtars de Crimea

Segons les opinions d'alguns analistes, els resultats del cens del 2001 testifiquen que els ciutadans ucraïnesos russoparlants són una de les comunitats lingüístiques més grans d'Europa, la llengua de la qual no és reconeguda estatalment o oficial i és la comunitat russa més important fora de la Federació de Rússia.
De les dades del cens del 2001, el 65,7% de la població d'Ucraïna declara ser russoparlant.

### Estudi de les dades
Els estudis sociològics que s'han dut a terme a partir del cens de la població mostren que el rus és emprat per un nombre més gran de ciutadans que el que es va establir al cens del 2001. Molts ciutadans ucraïnesos, que es consideren parlants d'una altra llengua, el fan servir per diferents motius a casa o a la feina. La majoria dels ciutadans dominen la llengua russa en major o menor mesura.
Com ho especifica a la seva investigació, l'Institut de Sociologia de l'Acadèmia Nacional de Ciències d'Ucraïna: "Tots els resultats de l'estudi testifiquen que Ucraïna és en realitat un país bilingüe".
D'acord amb les dades de l'estudi realitzat per l'Institut Internacional Sociològic de Kíev, la llengua russa és parlada a casa entre el 43 i el 46% de la població del país (és a dir, tant o més que l'ús de l'ucraïnès).
De les dades de l'estudi de la companyia Research & Branding Group, el 68% dels ciutadans d'Ucraïna voluntàriament fan servir el rus (i el 57% l'ucraïnès).
La llengua russa té més difusió a les regions de l'est i del sud, on és més habitual que el mateix ucraïnès per al 92% dels ciutadans. De les dades de l'Institut Internacional Sociològic de Kíev, la població russoparlant és absolutament majoritària a les regions sud-orientals d'Ucraïna.
- Crimea: 97%
- Óblast de Donetsk: 93%
- Óblast de Luhansk: 89%
- Óblast d'Odessa: 85%
- Província de Zaporíjia: 81%
- Província de Khàrkiv: 74%
- Província de Dnipropetrovsk: 72%
- Província de Mikolaiv: 66%

A més a més, el rus també és l'idioma prevalent d'ús quotidià a la capital del país, a Kíiv.
D'altra banda, a les regions occidentals del país, la part de la població que fa servir el rus és pràcticament insignificant (4-5% segons les dades del fons Opinió pública del 2002). D'aquestes dades, a les capitals de les províncies, el 75% de la població prefereix el rus (i només el 9% l'ucraïnès), mentre que a les àrees rurals el 18% parla rus davant del 65% que prefereix l'ucraïnès. Les àrees on la població rural parla quotidianament el rus són la península de Crimea, la regió de Donbass i la de Slozbozhanxina, al sud d'Odessa i de Zaporozhe, així com a àrees aïllades de llengua russa a les províncies centrals i al nord de Bukovina.
La massiva quantitat de dades sobre la difusió del rus a Ucraïna estableix una investigació longitudinal, realitzada per l'Institut de Sociologia de l'Acadèmia Nacional de Ciències d'Ucraïna l'any 2006. D'acord amb aquestes dades, prop d'un terç de la població ucraïnesa considera el rus com llur llengua materna, però és emprada per un 60% a l'àmbit familiar (de vegades conjuntamen amb l'ucraïnès). Dels resultats del monitoratge de l'Institut de Sociologia, el 38% declara tenir el rus com a llengua materna, classificant-los per lloc de naixement d'aquesta forma:
- Ucraïna: 71%
- Rússia: 21%
- Altres repúbliques de l'URSS: 7%

Segons els resultats d'aquesta investigació, la llengua russa correspon:
- Al 71% dels nascuts a la regió oriental
- Al 55% dels nascuts a la regió sud (inclosa Crimea)
- Al 14% dels nascuts a la regió central
- Al 8% dels nascuts a la regió occidental

|     | 1994 | 1995 | 1996 | 1997 | 1998 | 1999 | 2000 | 2001 | 2002 | 2003 | 2004 | 2005 |
| Rus | 34,7 | 37,8 | 36,1 | 35,1 | 36,5 | 36,1 | 35,1 | 38,1 | 34,5 | 38,1 | 35,7 | 34,1 |

|                      | 1994 | 1995 | 1996 | 1997 | 1998 | 1999 | 2000 | 2001 | 2002 | 2003 | 2004 | 2005 |
| Bàsicament en rus    | 32,4 | 32,8 | 33,1 | 34,5 | 33,4 | 33,6 | 36,0 | 36,7 | 33,2 | 36,0 | 34,3 | 36,4 |
| En rus i en ucraïnès | 29,4 | 34,5 | 29,6 | 26,8 | 28,4 | 29,0 | 24,8 | 25,8 | 28,0 | 25,2 | 26,3 | 21,6 |

### La comunitat russoparlant
El problema d'identitat que té la població d'Ucraïna és analitzat més detalladament per l'Institut Nacional de Relacions Russo-ucraïneses. Com a investigador d'aquest institut està al capdavant el doctor en ciències històriques Víctor Gorodianenko (1999).
La base per a la formació sistemàtica de dades d'aquest cas és l'etnicitat (més d'11 milions de russos viuen a Ucraïna) són:
- Establerts: viuen compactes a les ciutats industrials del sud i de l'est del país.
- Gairebé un establiment del cent per cent de la seva llengua materna.
- Estable connexió entre russos i ucraïnesos, tot i que el 57% dels nascuts són residents a Rússia.
- Un alt grau d'integració a les cerimònies nacionals, als costums i a l'espiritual cultural russa.
- Adherència a una confessió religiosa: l'ortodoxa.
- No aspiren al separatisme, confien en les vertaderes transformacions democràtiques.
- Mantenen una original mentalitat i un específic caràcter social.

A més a més, com pensa un altre investigador de l'Institut, el doctor en ciències filosòfiques Oleg Lanovenko, afirma que la construcció nacional de la identitat ucraïnesa genera comportaments negatius envers els ciutadans russoparlants i llurs necessitats lingüísticoculturals.
| « | La població russoparlant d'Ucraïna, és percebuda amb freqüència per part dels seus oponents lingüístics, com una original quinta columna, preparada a contribuir en qualsevol moment al restabliment del que va haver-hi al llarg de més de tres-cents anys d'imposició estatal, i això, és causa de la ruptura, que de vegades titlla la confrontació i l'animadversió per part dels radicals. Se'ls insulta com a moskàliv (moscovites), en atribut, aplicat no només als ètnicament russos, sinó a tota la població russoparlant d'Ucraïna. | » |

L'investigador francès Dominique Arel considera que hi ha una estructura bi-ètnica molt forta al sud i a l'est del país. No genera una nova nacionalitat, només una identitat que inclou llur inclusió en la nacionalitat ucraïnesa i l'ús de la llengua russa, i generalment també sentiments d'identitat amb el món russòfon, que, tanmateix, no creix l'aspiració de ser part de l'estat rus. Els ciutadans russos desitgen no ser "objecte d'una renacionalització, però la gent demana el dret que la seva pròpia versió d'identitat ucraïnesa sigui reconeguda" i, en opinió del doctor Arel, el reconeixement de la llengua russa com oficial o regional els donaria una "simbòlica confirmació que ells, en la política ucraïnesa, tenen la mateixa consideració que els ciutadans ucraïnesoparlants del centre i de l'oest del país".
L'historiador rus Alex Miller defensa que la identitat de l'est d'Ucraïna va dur-se a terme després d'uns termes molt diferents dels de l'annexió de les terres poloneses occidentals d'Ucraïna: "Els sentiments ideològics dels ucraïnesos occidentals difereixen substancialment dels ucraïnesos orientals. Tenen un odi al rus a les escoles, idioma que òbviament no s'hi ensenya, descrivint Rússia i el rus simplement com "els altres", però mai a si mateixos". A les escoles es parla de l'internacionalisme i l'amistat dels pobles, però res dels fonaments nacionals. En aquestes condicions es forma la identitat nacional ucraïnesa, no tenint un dur component ètnic dominant com a la seva variant occidental. La imatge del passat militar, repetidament pul·lit per la propaganda soviètica, en aquest punt es diferencia de l'altre, dels ucraïnesos de l'est que lluitaren al bàndol amb els russos.
Alhora, hi ha una opinió oposada, que consisteix que la comunitat de llengua russa a Ucraïna no és monolítica. Aquesta opinió és confirmada, per exemple, a les enquestes entre els habitants de Kíiv, i que la conducta electoral és semblant a les altres regions de la Ucraïna central, i en aquest plantejament, possiblement, difereix del sud-est del país. Per això les enquestes que es van realitzar als habitants de Kíiv el 2001 pel Centre d'Iniciativa Pública mostren que:
La categoria dels russoparlants de Kíiv no és monolítica quant a la seva actitud davant de l'ucraïnès. Arbitràriament es pot dividir en dues parts: una part, del 30%, principals oponents a la ucraïnització, i una altra, del 50-55%, que pensen i parlen en rus, tot i que tenen conductes positives respecte de l'enfortiment de l'ucraïnès.